# Thoroczkay Sándor
Thoroczkay Sándor (Kápolnokmonostor, 1942. február 13. – 2024. április 28.) erdélyi magyar történelemszakos tanár, iskolaigazgató, RMDSZ-tisztségviselő, a szatmárnémeti Szent István Kör elnöke (1991–2006).

## Életútja, munkássága
Thoroczkay Sándor gyógyszerész és Szirmai Margit házasságából született. Felsőfokú tanulmányokat a Babeș–Bolyai Tudományegyetem történelem szakán végzett (1967). Az egyetem elvégzése után Zabratópatakon, majd a sándorhomoki általános iskolában kapott történelemszakos tanári állást, ezen iskolának aligazgatója (1981–1984), 1985–2005 közt igazgatója,  majd – az iskola önállóságának megszüntetése után – annak irányító tanára (profesor coordonator) 2006–2009 között. A Lázári Szent László Cserkészcsapat alapítója és Fenntartó Testületének elnöke, részt vett az élő Rákóczi sorozat szervezésében.
Kutatási területe a magyar történelem és a helytörténet. Tanulmányai gyűjteményes kötetekben jelentek meg, például a Trianonról szóló Ott, ahol zúg a négy folyó (2001) c. gyűjteményes kötetben. Az RMDSZ helyi alapító tagja, majd elnöke, megyei választmányi tag. 1991-ben a Szatmárnémetiben megalapított Szent István Kör elnökévé választották, működése alatt felvirágzott az egyesületi élet. Az elnök maga is számos előadást tartott a magyar történelem kiemelkedő egyéniségeiről és sorsdöntő eseményeiről, továbbá Szatmár megyéhez kötődő közösségi személyiségekről.
Művelődéstörténeti cikkeket, tanulmányokat a Szatmári Friss Újságban közölt. Társszerzője az Otthonom, Szatmár megye c. sorozatban megjelent Szatmár megye monográfiája c. kötetnek (Szatmárnémeti, 1993).
Önálló kötete: A Láncos templom története. Szatmárnémeti, 2007.

## Társasági tagság
- Szent István Kör
- Erdélyi Múzeum-Egyesület (EME)
- Erdélyi Magyar Közművelődési Egyesület (EMKE)
- Kelemen Lajos Műemlékvédő Társaság
- Romániai Magyar Pedagógusok Szövetsége (RMPSZ)